# 阿尔穆德娜·格兰德斯
玛丽亚·德·拉·阿尔穆德娜·格兰德斯·赫尔南德兹（西班牙語：María de la Almudena Grandes Hernández，1960年5月7日—2021年11月27日），西班牙当代最伟大的女作家，著有13部小说及3部短篇小说集，共被翻译成20种语言，改编成大量电影。获国家叙事文学奖及地中海奖。西班牙首相佩德罗·桑切斯称她为“当代最重要的作家”。

## 生平
阿尔穆德娜·格兰德斯1960年5月7日在西班牙马德里查马丁区出生。她9岁开始写作，获马德里康普顿斯大学地理及历史学位，之后参与多部百科全书的撰写。1989年，她将自己在马德里运动时期的经历改编成个人首部小说《露露的岁月》（Las edades de Lulú），这部内容恣意放荡的色情小说大获成功，后被翻译成20种语言，赢得“垂直微笑”奖（La Sonrisa Vertical）。导演比加斯·卢纳将小说改编成同名电影《露露的岁月》，由哈维尔·巴登主演。西班牙文化专家艾米莉·L·伯格曼（Emilie L. Bergmann）评价该小说“代表色情在女性文学作品中有重大突破”。这本书在全球卖出150多万本。
第二部小说《我星期五会给打电话》（Te llamaré Viernes）于1991年出版，1996年由赫拉多·迪亚哥改编成电影。《女模特》同年出版。第三部小说《马莱娜是探戈的名字》（Malena es un nombre de tango）1994年出版，大获成功。
后来，她于1998年出版《人文地理地图集》（Atlas de geografía humana），后被阿苏塞纳·罗德里格斯（Azucena Rodríguez）。2002年、2004年和2007年分别出版《狂风》（Los aires difíciles）、《纸板城堡》（Castillos de cartón）和《冰冻的心》（El corazón helado）。
2010年，出版《艾格尼丝与喜悦》（Inés y la alegría），为《无尽战争的情节》六部曲的第一部，讲述反弗朗哥抵抗运动的情节，获胡安娜·伊内斯·德·拉·克鲁兹修女文学奖（Sor Juana Inés de la Cruz）。《儒勒·凡尔纳的读者》（El lector de Julio Verne，2012年）、《马诺利塔的三场婚礼》（Las tres bodas de Manolita，2014年）和《加西亚医生的病人》（Los pacientes del doctor García，2017年）陆续发表，后者获得国家叙事文学奖。2020年，生平最后一部作品《科学怪人的母亲》（La madre de Frankenstein）发表，审视20世纪西班牙女性奥罗拉·罗德里格斯·卡巴莱拉的人生，这位母亲因射杀患有精神疾病的女儿闻名。

## 风格

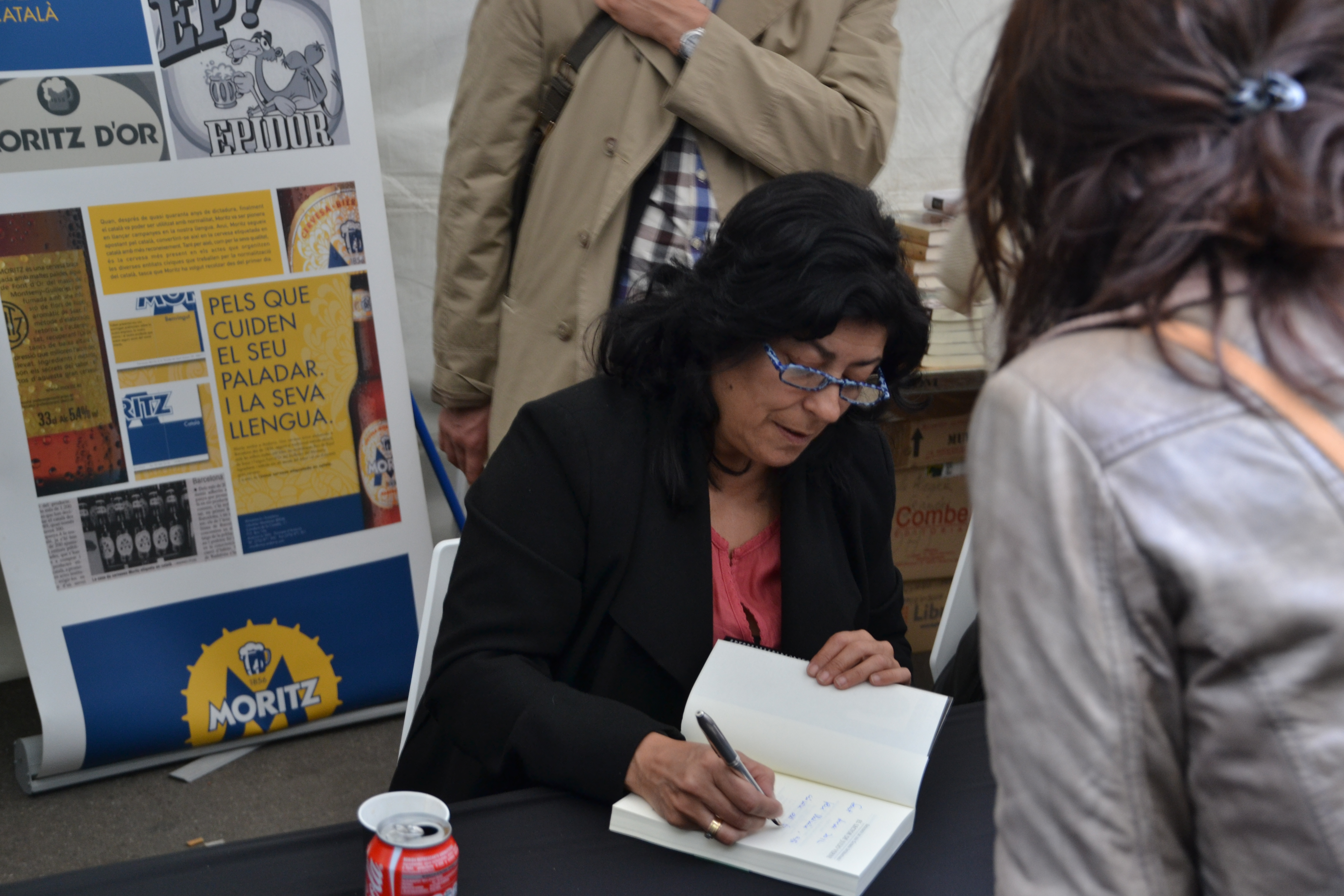
2012年伦敦签售会

阿尔穆德娜·格兰德斯的文学作品受艾米莉亚·帕尔多·巴赞、贝尼托·佩雷斯·加尔多斯等19世纪西班牙作家影响，多讲述20世纪后半叶至21世纪初西班牙人民的生活，呈现非常浓重的现实主义及强烈的心理反省。她小时候就熟读荷马的《奥德赛》，这本祖父给她的书与《堂吉诃德》一道，成为给她影响最大的两部作品，从她在作品中依恋幸存者模样角色、将生存方式各不相同的人揉在一起及反抗英雄中可见一斑。她信奉左翼思想，作品多围绕弗朗哥政权展开，展现弗朗哥政府对民主的冲击。

## 观点与社会活动

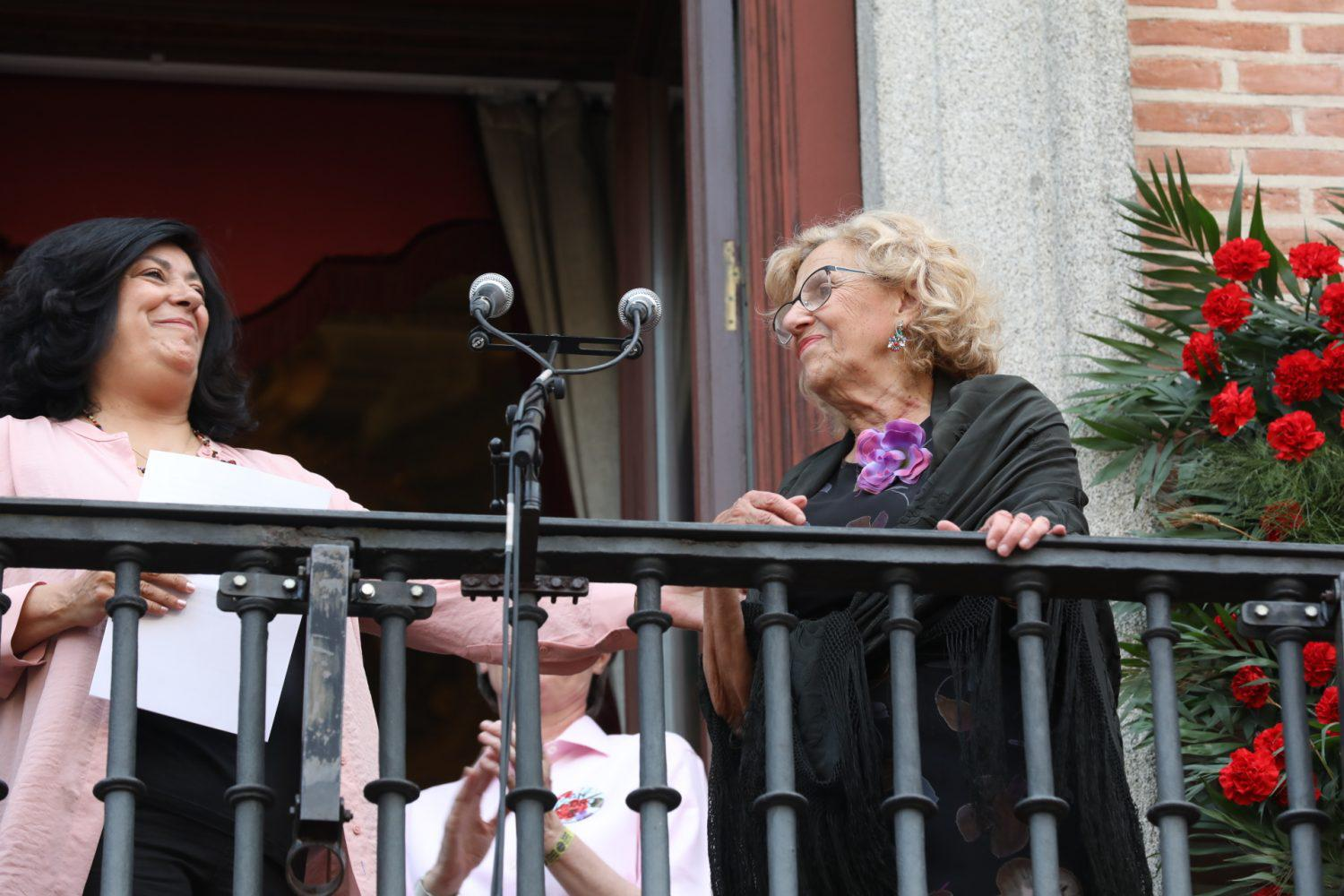
阿尔穆德娜·格兰德斯与时任马德里市长曼努埃拉·卡梅纳，2018年

格兰德斯是积极发声的进步人士，曾公开表示阅读引导她接触政治。她在不同场合为联合左翼党站台，活跃在《国家报》的专栏，塞尔电台等的广播节目中担任主持。她自称是反教权主义共和人士。
2007年4月，阿尔穆德娜·格兰德斯参与知识分子团体反恐怖主义行为联署。另外，阿道弗·苏亚雷斯马德里-巴拉哈斯机场T-4航站楼被恐怖组织埃塔袭击后，格兰德斯在示威活动中宣读《为和平、生命、自由反对恐怖主义》声明。这起悲剧造成两人死亡，让何塞·路易斯·罗德里格斯·萨帕特罗政府与犯罪组织谈判期间的停火期破灭。她还表达对西班牙社会的看法，认为社会变愚蠢和粗俗。在她看来，气氛压抑、反应迟钝的社会必然充斥着对他人苦难漠不关心、被消费主义和物质主义蒙蔽双眼的人。在2015年小说《面包上的吻》（Los besos en ei pan）中，她提到2008年西班牙的金融危机，认为谦逊是摆脱危机的唯一办法 。
格兰德斯时常严词抨击右翼政党政客，时而也会批评左翼政党政客，尤其是加泰罗尼亚宪政危机期间。她还活跃于女权主义运动，出席示威及抗议活动 。
她还是个不知疲倦的社运人士。1998年，她参与拉蒙·桑佩德罗安乐死案的集体自证其罪。

## 个人生活及去世
1994年，格兰德斯与诗人路易斯·加西亚·蒙特罗结婚，育有一女。她在前一段婚姻生了两个小孩。她是马德里竞技的球迷。
2021年10月，格兰德斯表示自己罹患癌症，相关症状在一年前检测出。2021年11月27日，格兰德斯去世，享年61岁。